# Rambo: Last Blood
Rambo: Last Blood är en amerikansk actionfilm från 2019 i regi av Adrian Grünberg, med manus av Matthew Cirulnick och Sylvester Stallone, från en synopsis skriven av Stallone och Dan Gordon. Filmen bygger på David Morrells bok Tvekampen från 1973, och är den femte filmen i Rambo-serien, efter filmen Rambo från 2008. I huvudrollen syns Sylvester Stallone, tillsammans med bland andra Paz Vega, Sergio Peris-Mencheta, Adriana Barraza, Yvette Monreal, Genie Kim aka Yenah Han, Joaquín Cosío, och Óscar Jaenada. Detta är femte gången i rad som Stallone har rollen som titelkaraktären John Rambo.
Filmen hade biopremiär i Sverige och USA, den 20 september 2019. Inspelningen pågick i Bulgarien och Spanien mellan oktober och december 2018, med  ytterligare inspelning i maj 2019.

## Handling
Filmens handling kretsar kring Vietnamveteranen John Rambo, som reser till den mexikanska gränsen, för att rädda livet på dottern till en vän som har blivit kidnappad av en av landets drogkarteller.

## Rollista (i urval)
| Sylvester Stallone      | – John Rambo       |
| Paz Vega                | – Carmen Delgado   |
| Sergio Peris-Mencheta   | – Hugo Martinez    |
| Adriana Barraza         | – Maria Beltran    |
| Yvette Monreal          | – Gabriela Beltran |
| Genie Kim aka Yenah Han | – Bar Patron       |
| Joaquín Cosío           | – Don Manuel       |
| Óscar Jaenada           | – Victor Martinez  |
| Fenessa Pineda          | – Gizelle          |
| Marco de la O           | – Manuel           |
| Sheila Shah             | – Alejandra        |
| Jessica Madsen          | – Becky            |
| Úrsula Murayama         | – Manuels fru      |
| Lyubomir Neikov         | – Vit bordellman   |

## Produktion

### Utveckling och skrivande
I februari 2008, strax efter premiären av den fjärde Rambo-filmen, avslöjade Sylvester Stallone planerna på en femte, "helt annorlunda" film, beroende på vilka framgångar den fjärde filmen skulle ha. I mars 2008 meddelade Stallone att han hade kommit halvvägs med det skrivna manuset till Rambo V, och att det denna gång inte rörde sig om ytterligare en krigsfilm. Samtidigt kom det fram att man hade tänkt använda sig av miljön i Bulgarien, som då skulle föreställa John Rambos hem i Arizona. I februari 2009 meddelade Stallone att frågan var om filmen helt och hållet skulle göras på amerikansk mark, eller om den skulle göras i ett annat land.
I augusti 2009 fick den femte filmen, med Stallone som manusförfattare, regissör och huvudrollsinnehavare, grönt ljus av Millennium Films. Handlingen fokuserade då mest på Rambo, som bekämpade människohandlare och knarkbaroner, för att rädda livet på en ung flicka, som befann sig vid ett amerikanskt-mexikanskt kidnappningsställe. I september 2009 avslöjade Stallone att filmen hade fått titeln Rambo V: The Savage Hunt, och att den skulle vara löst baserad på James Byron Huggins bok Hunter. Filmens handling gjordes om så att den istället skulle fokusera på Rambo, som skulle leda ett elitteam, inriktat på att döda en genetiskt modifierad varelse. Nu Image/Millennium Films släppte även en konceptaffisch, samt en officiell synopsis, för The Savage Hunt-filmen. I november 2009 fokuserade man återigen på Stallones tidigare skrivna manus, där Rambo skulle resa till den mexikanska gränsen för att rädda livet på en kidnappad flicka.
Under 2010 års filmfestival i Cannes, annonserade Nu Image och Millennium Films den femte Rambo-filmen, som hade fått titeln Rambo V. Stallone uppgav att han inte var involverad i skapandet av de affischer som presenterades under filmfestivalen, och att studion hade sagt till honom att om han inte var villig att göra filmen, så skulle de hitta någon annan att slutföra jobbet. Han sade också att han ville att filmfranchisen kring Rambo skulle upphöra att han var väldigt bekväm med den idén.
År 2011 blev Sean Hood anlitad att skriva ett nytt manus med titeln Rambo: Last Stand. År 2012 meddelade Hood att planerna för Rambo V hade lagts på is eftersom Stallone skulle hinna bli klar med inspelningen av The Expendables 2. Hood uttryckte också sin osäkerhet om filmen, om den skulle likna De skoningslösa, eller om den skulle bli en "passing-of-the-torch"-film. I augusti 2013 tillkännagavs en TV-serie om Rambo, utvecklad av Nu Image och Entertainment One. I juni 2014 meddelade det tyska filmbolaget Splendid Films att Stallone hade börjat att skriva manus till Rambo V, och att det skulle likna manuset till filmen No Country for Old Men. I september 2014 fick den femte filmen slutligen den officiella titeln Rambo: Last Blood, med Stallone som ansvarig regissör.
År 2015 skrev Stallone och Rambo-skaparen David Morrell om historien till Rambo V. Stallone ville att karaktärens resa skulle vara "själfull", och beskrev det som en "riktigt känslomässig, kraftfull historia". Stallone presenterade sedan idén för filmens producenter, som tyckte att man skulle fortsätta spinna vidare på historien kring människohandel, vilket gjorde att Stallone och Morrells manus hamnade i skymundan. I januari 2016 meddelade Stallone att Rambo V inte skulle produceras.

### Förproduktion
I maj 2018 tillkännagavs att filmen, med titeln Rambo V, återigen var i produktion, med planerad inspelning i september samma år. Handlingen skulle fokusera på Rambo, som bekämpade en mexikansk drogkartell, som hade kidnappat en av hans familjemedlemmar. Stallone tillkännagav även premiärdatumet för filmen, som han skulle skriva manus till tillsammans med Matthew Cirulnick. Samtidigt uttryckte han även sin osäkerhet kring att vara regissör. I augusti 2018 utsågs Adrian Grünberg till regissör. I september 2018 fick Adriana Barraza en roll i filmen, följt av Paz Vega, Yvette Monreal, Sergio Peris-Mencheta, Óscar Jaenada och Joaquín Cosío i oktober. I maj 2019 blev det känt att Louis Mandylor, Sheila Shah, Dimitri Vegas och Genie Kim (aka Yenah Han) hade blivit rollbesatta.

### Inspelning
Inspelningen av filmen påbörjades i Bulgarien den 2 oktober 2018. Den 1 september 2018, och även tidigare den 27 oktober 2014 hade angivits att inspelningen skulle ske i Shreveport i Louisiana. Adriana Barrazas scener spelades in på Teneriffa. Inspelningen avslutades den 4 december 2018. I slutet av maj 2019 gjordes ytterligare inspelningar.

## Musik
Filmens musik är komponerad av Brian Tyler, som har komponerat musiken till föregångaren Rambo, samt till de tre första filmerna i The Expendables-serien. Musikstyckena i kronologisk ordning:
| Nummer | Titel                 | Längd |
| ------ | --------------------- | ----- |
| 1.     | "Rambo: Last Blood"   | 2:55  |
| 2.     | "The Ranch"           | 3:11  |
| 3.     | "Dusk"                | 2:36  |
| 4.     | "Unmistakable"        | 3:17  |
| 5.     | "Sorrow"              | 2:07  |
| 6.     | "Vengeance Eternal"   | 2:31  |
| 7.     | "Homeward Bound"      | 3:20  |
| 8.     | "Fatalism"            | 3:11  |
| 9.     | "Destination"         | 3:35  |
| 10.    | "John and Gabrielle"  | 5:01  |
| 11.    | "Rescue at Night"     | 4:25  |
| 12.    | "Concussed"           | 3:27  |
| 13.    | "Blood and Fire"      | 4:02  |
| 14.    | "Outnumbered"         | 6:15  |
| 15.    | "Love Unconditional"  | 3:12  |
| 16.    | "U-Turn"              | 2:35  |
| 17.    | "Because of You"      | 3:49  |
| 18.    | "They Will Come Back" | 2:02  |
| 19.    | "We Will Find Him"    | 5:17  |
| 20.    | "The Tunnels"         | 1:02  |
| 21.    | "Higher Aspirations"  | 1:41  |
| 22.    | "Preparing for War"   | 3:01  |
| 23.    | "Sunset"              | 2:30  |